# Platycnemis bilineata
Platycnemis bilineata är en trollsländeart som beskrevs av Aleksandr Nikolaevich Bartenev 1910. Platycnemis bilineata ingår i släktet Platycnemis och familjen flodflicksländor. Inga underarter finns listade i Catalogue of Life.